# Чемпионат России по самбо 1993
Чемпионат России по самбо 1993 года среди мужчин прошёл в Кстово (Нижегородская область) 14 — 15 июня. Главный судья соревнований — Геннадий Филиппович Шахов (Рыбинск).

## Медалисты
| Весовая категория | Золото                               | Серебро                    | Бронза                                                    |
| ----------------- | ------------------------------------ | -------------------------- | --------------------------------------------------------- |
| до 48 кг          | Абрам Агамирян Майкоп                | Вадим Шенкер Кстово        | Андрей Кораблёв Нижний Новгород Грачик Геворкян Краснодар |
| до 52 кг          | Александр Филатов Москва             | Олег Васюков Тула          | В. Семаков Санкт-Петербург Айдар Адаров Горно-Алтайск     |
| до 57 кг          | Александр Яврумян Армавир            | Сагид Меретуков Майкоп     | Алексей Архипов Кстово Александр Игнатьев Москва          |
| до 62 кг          | Ашот Маркарьян Армавир               | Владимир Куликов Дзержинск | Евгений Котенёв Курган Александр Логвинов Владимир        |
| до 68 кг          | Валерий Белов Владимир               | Александр Лебедев Кстово   | Юрий Игнатенко Курган Сергей Данилик Свердловск           |
| до 74 кг          | Николай Игрушкин Кстово              | Николай Данилов Кстово     | Александр Захаркин Майкоп Юрий Теплов Новосибирск         |
| до 82 кг          | Евгений Посадсков Рыбинск            | Гусейн Хайбулаев Краснодар | Сергей Лоповок Кстово Игорь Куринной Москва               |
| до 90 кг          | Александр Дунаев Кстово              | Виктор Воронов Курган      | Михаил Илюхин Тула Андрей Суриков Димитровград            |
| до 100 кг         | Константин Лахтионов Республика Коми | Игорь Борисов Димитровград | Михаил Казанцев Курган Виктор Ерохин Тула                 |
| свыше 100 кг      | Владимир Гурин Майкоп                | Мурат Хасанов Майкоп       | Ю. Зверев Смоленск Андрей Заика Новосибирск               |